# Новобайрамгуловский сельсовет
Новобайрамгуловский сельсовет — муниципальное образование в Учалинском районе Башкортостана.
Согласно Закону о границах, статусе и административных центрах муниципальных образований в Республике Башкортостан имеет статус сельского поселения.

## Состав сельсовета
- д. Новобайрамгулово,
- д. Каипкулово,
- д. Мусино,
- д. Суяргулово.

## Население
| 2002 | 2009 | 2010 | 2012 | 2013 | 2014 | 2015 |
| ---- | ---- | ---- | ---- | ---- | ---- | ---- |
| 828  | ↘811 | ↘724 | ↗746 | ↘732 | ↘729 | ↘706 |
| 2016 | 2017 | 2018 |      |      |      |      |
| ↘686 | ↘677 | ↘673 |      |      |      |      |